# Хлопин, Николай Григорьевич
Николай Григорьевич Хлопин (16 [28] июля 1897, Юрьев — 21 июня 1961, Ленинград) — советский учёный-гистолог, академик Академии медицинских наук СССР (1945). Сын учёного-гигиениста Г. В. Хлопина (1863—1929), брат В. Г. Хлопина. Генерал-майор медицинской службы.

## Биография
В 1915 году окончил реформатское училище в Петрограде.
В 1921 году окончил с золотой медалью) Военно-медицинскую академию, в 1922 году — университет в Петрограде (естественное отделение физико-математического факультета, где специализировался по гистологии на кафедре, руководимой профессором А. С. Догелем).
С 1921 г. был преподавателем, а в 1936—1955 — начальником кафедры гистологии и эмбриологии Военно-медицинской академии.
В 1923 г. защитил диссертацию «Исследования над тканевыми культурами из органов млекопитающих».
В 1928—1938 гг. был сотрудником Онкологического института в Ленинграде. С 1928 по 1935 гг. руководил организованной им лабораторией цитологии в этом же институте.
В 1932—1954 гг. работал в институте экспериментальной медицины.
В 1934 г. утвержден без защиты диссертации в ученой степени доктора биологических наук; в этом же году ему присвоено звание профессора.
В 1936 г. полковник медицинской службы профессор Н. Г. Хлопин был назначен начальником кафедры гистологии с эмбриологией Военно-медицинской академии имени С. М. Кирова, которой руководил почти 20 лет. В ноябре 1941 г. кафедра вместе с другими подразделениями академии была эвакуирована в Самарканд; педагогическая и научная работы продолжались.
С 1955 был заведующим Лабораторией экспериментальной морфологии в институте онкологии АМН СССР в Ленинграде.
Похоронен на Богословском кладбище г. Санкт-Петербурга.

## Семья
1-й брак — Галина Леонидовна Лисовская (1896 - 1924).  Брак - 1922 год.
2-й брак - Асмик (?-1928). Жила в Тбилиси.
Дочь - Наталья Николаевна Хлопина (6.XI.1928 - 2014, в замужестве Керцелли)
3-й брак - Иоанна Дмитриевна Хлопина (урожд. Старынкевич; 1904—1996), врач-гистолог и патологоанатом, внучка С. И. Старынкевича, сестра И. Д. Борнеман-Старынкевич. Первоначальная профессия Анны Дмитриевны Хлопиной — этнограф, специалист по изучению тюрков Саяно-Алтая. Впоследствии она получила второе высшее образование и став в дальнейшем доктором медицинских наук, профессором, автором монографии «Морфологические изменения денервированных тканей и развитие трофической язвы нейрогенного происхождения» (1957). В 1950-е годы руководила кафедрой патологической анатомии в Витебском медицинском институте и была главным патологоанатомом Белоруссии. Была хорошо знакома с М. А. Волошиным, а в 1977 году написала воспоминания о поэте, которые хранятся в Доме-музее Волошина.
Сын — Игорь (1930—1994) — археолог.
Дочь —Татьяна (г.р.1936) - физик.
4-й брак — Екатерина Николаевна Зенгер (1909—1986), племянница А. П. Остроумовой-Лебедевой.

Могила Хлопина на Богословском кладбище Санкт-Петербурга.

## Научная деятельность
Н. Г. Хлопин являлся одним из основоположников направления эволюционной гистологии, которое он разрабатывал вместе с А. А. Заварзиным. Применял метод культуры тканей. Написал научные работы, связанные с изучением мышечных и эпителиальных тканей, сосудистого эндотелия, нейроглии. Работал с опухолевыми тканями различного происхождения, над генетической классификацией тканей позвоночных животных. Хлопину принадлежит теория дивергентной эволюции тканей.
Н. Г. Хлопин создал крупную школу гистологов, к которой принадлежат А. Г. Кнорре, Н. А. Шевченко, В. П. Михайлов, Я. А. Винников, H.Н.Кочетов, Н. И. Григорьев, И. Д. Галустян и др. Результаты исследований Н. Г. Хлопина и его школы обобщены в монографиях «Культура тканей» (1940) и «Общебиологические и экспериментальные основы гистологии» (1946; эта работа была удостоена Государственной премии СССР).

### Избранные труды
- Хлопин Н. Г. Культура тканей. — Л., 1940.
- Хлопин Н. Г. Общебиологические и экспериментальные основы гистологии. — М., 1946. — 492 с.
- Хлопин Н. Г. Главы: Гистологические элементы опухолей; Рост и движение элементов опухолевых тканей вне организма; Эмбриональные зачатки и ткани как источник образования опухолей; Детерминация тканей и явления метаплазий; Гистогенез опухолевых тканей в свете экспериментально-гистологического анализа // Злокачественные опухоли / Под ред. Н. Н. Петрова. — М.; Л.: Гос. изд-во медицинской литературы, 1947. — Т. 1, Ч. 1.

## Награды и премии
- Орден Ленина
- три других ордена
- медали
- Сталинская премия 1 степени (1947) — за работу «Общебиологические и экспериментальные основы гистологии» (1946).